# Nijlvaraan
De nijlvaraan (Varanus niloticus) is een hagedis uit de familie varanen (Varanidae).
De varaan kan tot twee meter lang worden en is van alle hagedissen de grootste Afrikaanse vertegenwoordiger. De varaan heeft een donkere kleur met dwarsrijen gele vlekken op het lichaam, de vlekken zijn rond en hebben een donker midden. Bij jongere dieren steekt de tekening duidelijk af en bij oudere exemplaren worden de kleuren vager. Net als alle varanen heeft de nijlvaraan een lange nek en staart.
De nijlvaraan komt voor in het grootste deel van Afrika en komt vaak algemeen voor langs rivieren en andere wateren. De soort wordt bejaagd om het vlees en de huid maar komt nog algemeen voor en is niet bedreigd.
De varaan is een actieve jager die leeft van verschillende prooien en ook eieren en aas eet. De vrouwtjes zetten hun eieren af in termietennesten zodat ze beschermd zijn tegen roofdieren en koude.

## Naamgeving en taxonomie
De nijlvaraan werd voor het eerst wetenschappelijk beschreven door Carl Linnaeus in 1758. Oorspronkelijk werd de naam Lacerta monitor gebruikt, het geslacht Lacerta wordt tegenwoordig tot de familie echte hagedissen (Lacertidae) gerekend. Later werd de soortnaam niloticus gebruikt en werd de varaan tot het geslacht Varanus gerekend.
De soortnaam niloticus betekent 'van de Nijl' en slaat op een deel van het verspreidingsgebied van de soort. Ook de Nederlandstalige naam nijlvaraan verwijst hiernaar. In de meeste andere talen wordt deze naam eveneens gebruikt, zoals het Duitse nilwaran, het Engelse nile monitor en het Franse varan du nil.
De meeste reptielen met een zeer groot verspreidingsgebied worden vertegenwoordigd door verschillende ondersoorten. Bij de nijlvaraan is dat echter niet het geval. De soort Varanus ornatus werd lange tijd als ondersoort van de nijlvaraan gezien. Pas in 1997 werd deze varaan als een aparte soort erkend, zodat veel literatuur nog naar de oude situatie verwijst.

## Verspreiding en habitat

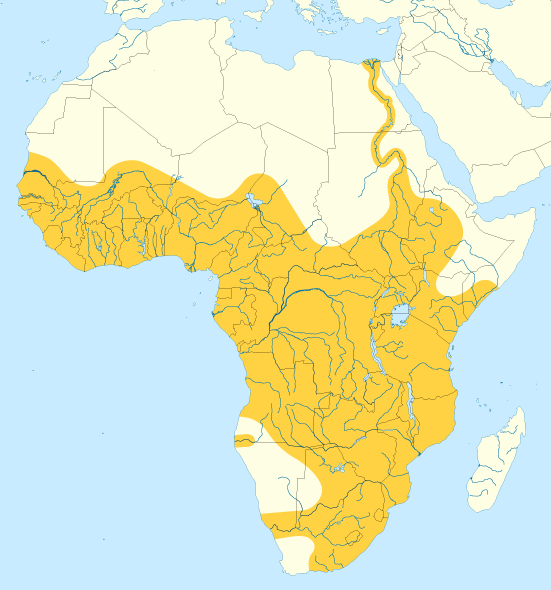
Verspreiding in Afrika in het geel.

De nijlvaraan komt voor in een groot deel van Afrika, en is te vinden van de westkust tot het uiterste oosten. De noordelijkste grens van het verspreidingsgebied is de zuidelijke Saharawoestijn, in de Sahara in het westen van Afrika is het te heet en te droog. In het oosten komt de varaan veel noordelijker voor in Egypte, hier is de hagedis te vinden tot de monding van de Nijl in het noorden van het land. In het zuiden van Afrika komt de varaan tot in Zuid-Afrika voor.
De nijlvaraan komt voor in de landen Angola, Benin, Botswana, Burkina Faso, Centraal-Afrikaanse Republiek, Congo-Kinshasa, Egypte, Eritrea, Ethiopië, Gambia, Gabon, Ghana, Ivoorkust, Kameroen, Kenia, Liberia, Malawi, Mali, Mauritanië, Mozambique, Namibië, Niger, Nigeria, Senegal, Somalië, Soedan, Swaziland, Tanzania, Togo, Tsjaad, Oeganda, Zambia, Zimbabwe en Zuid-Afrika.
De nijlvaraan is niet gebonden aan een specifieke habitat en komt overal voor in de directe omgeving van rivieren, meren en andere permanente oppervlaktewateren. De hagedis is aangetroffen van laaglanden op zeeniveau tot een hoogte van 1600 meter boven zeeniveau. Zowel in open gebieden als begroeide delen is de varaan te vinden, boven het water uitstekende takken en rotsen worden gebruikt om te zonnebaden. Op het heetst van de dag wordt onder bomen en rotsblokken geschuild tegen de hitte. Het oppervlaktewater wordt gebruikt om in te vluchten bij gevaar.
| Verspreiding in Florida Verspreiding in Florida in het rood. |

Als exoot komt de nijlvaraan voor in de Amerikaanse staat Florida. De varaan is hier niet op eigen kracht terechtgekomen, alle populaties bestaan uit ontsnapte of uitgezette huisdieren. Ook zijn wel andere soorten varanen waargenomen, maar van deze soorten is niet bekend dat ze zich kunnen handhaven. De nijlvaraan kent stabiele populaties rond grote delen van het zuiden van Florida en verplaatst zich naar het noorden. De varaan kan zich ook verspreiden naar omliggende eilandjes.
De nijlvaraan wordt gezien als een invasieve soort en vormt een mogelijke bedreiging voor verschillende dieren. Onder andere watervogels, gravende uilen en jonge zeeschildpadden kunnen door de varaan worden gegeten.

## Uiterlijke kenmerken

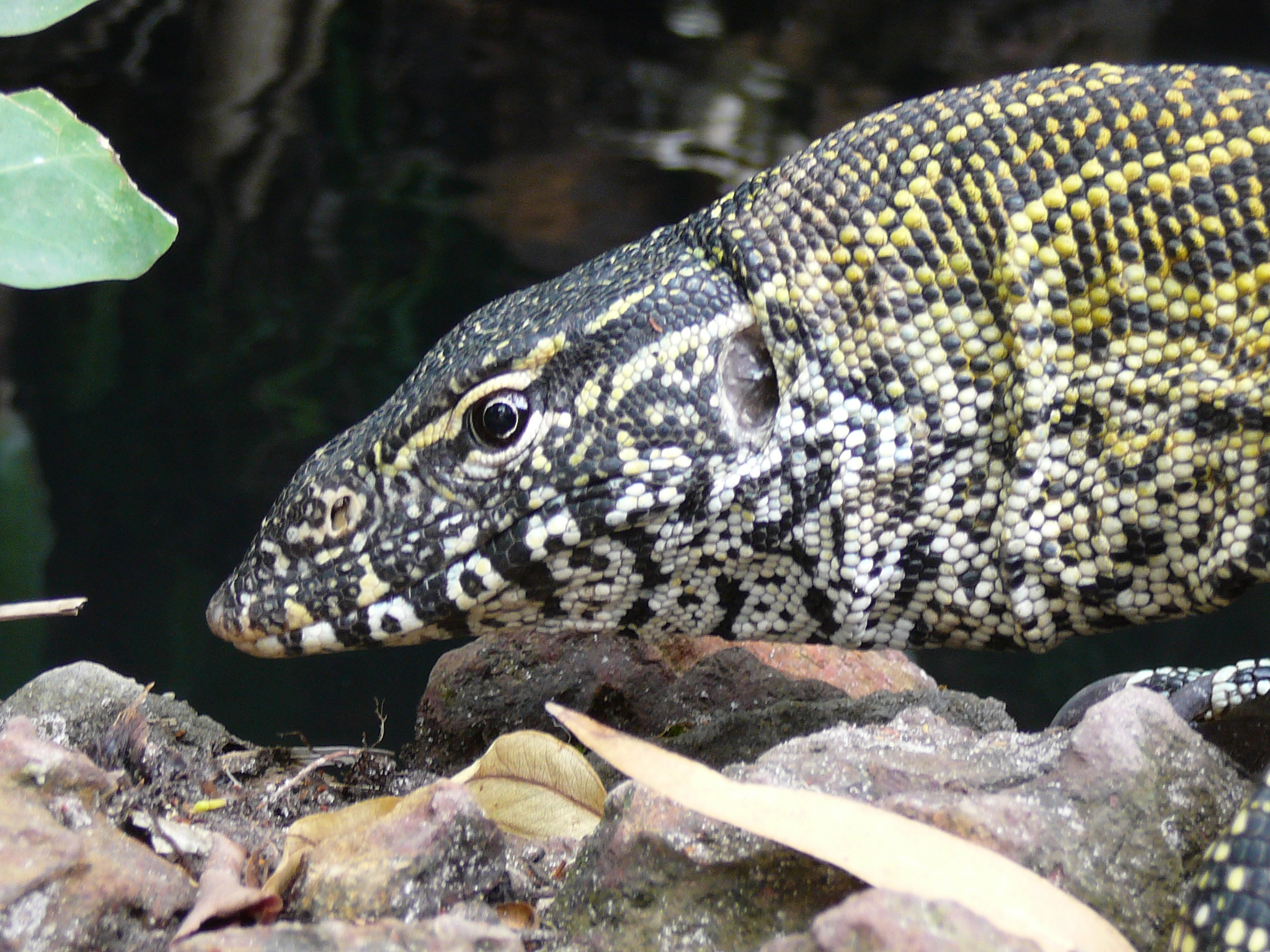
Kopprofiel van de nijlvaraan.

De nijlvaraan bereikt een totale lichaamslengte van ongeveer twee meter, inclusief de lange staart. De maximale lichaamslengte kan oplopen tot 2,4 meter, maar veel exemplaren blijven kleiner. De basiskleur is donkergrijs tot bruin, met een patroon van gele vlekkenrijen dwars op de lichaamsas. Het aantal vlekkenrijen varieert van zes tot negen, dit is een belangrijk onderscheid met de gelijkende soort Varanus ornatus die drie tot vijf rijen heeft. De huid van de nijlvaraan is voorzien van vele, ronde beenplaatjes die osteodermen worden genoemd en voor een bepantsering zorgen.
De kop is lang en breed. De tanden zijn bij jonge exemplaren scherp, maar worden stomper naarmate de dieren ouder worden. De nijlvaraan zoekt zijn voedsel met behulp van het uitstekende reukvermogen. Net als andere varanen beschikt de nijlvaraan over een zeer lange, gespleten tong die vrijwel continu wordt uitgestoken en weer ingetrokken. De tong heeft een blauwzwarte kleur, andere varanen hebben vaak een andere kleur tong, zoals de komodovaraan die een gele tong heeft en Varanus ornatus die een roze tongkleur heeft. De tong vangt geurdeeltjes uit de lucht en wordt als deze in de bek wordt gebracht langs een gevoelig weefsel in de neusholte gestreken. Dit orgaan wordt wel het orgaan van Jacobson genoemd en bevat gevoelige zintuiglijke cellen die geuren waarnemen. Doordat de varaan een gespleten tong heeft kan worden bepaald waar de geur het sterkst is, de varaan kan hierdoor 'in stereo' ruiken. De neusgaten van varanen verschillen van vorm en positie; de neusgaten van de nijlvaraan zijn rond van vorm en zijn dichter bij het oog gelegen in vergelijking met andere varanen.
De staart is gebandeerd en heeft afwisselende lichtere en donkere banden. De staart is voorzien van een opstaande kiel en is zijwaarts afgeplat. Het zo ontstane grotere staartoppervlak dient om het zwemmen te vergemakkelijken. Met de krachtige staart kan de varaan ook van zich af slaan bij bedreiging. Mannetjes en vrouwtjes zijn moeilijk uit elkaar te houden, maar de man heeft een iets dikkere staartwortel en een wat forser gebouwd lichaam. De poten zijn lang en krachtig, de varaan kan op zijn achterpoten staan om de omgeving te verkennen. De varaan kan echter niet op de achterpoten wegrennen zoals bij andere hagedissen voorkomt. Net als andere hagedissen worden de poten niet gebruikt bij het zwemmen, ze worden dan tegen het lichaam gedrukt terwijl de staart voor de voortstuwing zorgt.

## Levenswijze

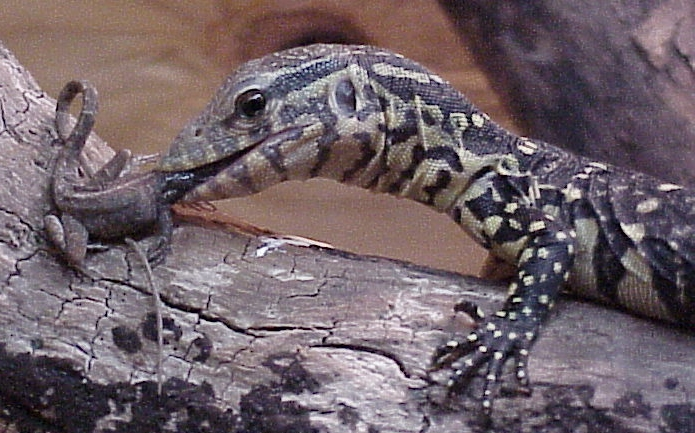
Een juveniel eet een bruine anolis (Anolis sagrei)

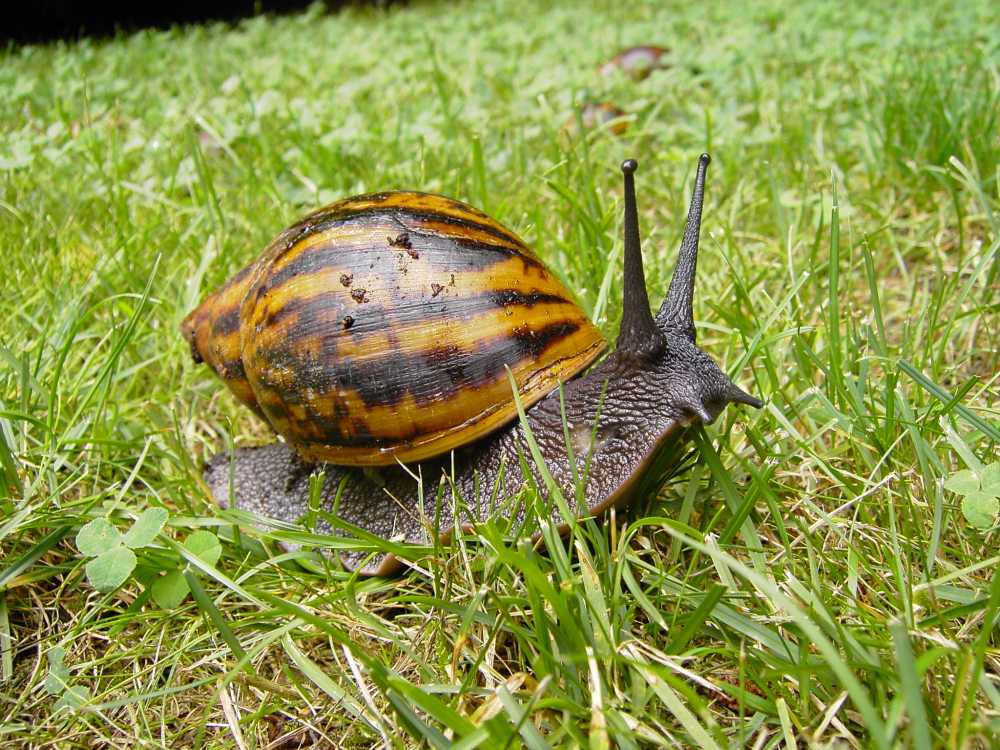
Slakken uit het geslacht Achatina zijn een favoriete prooi.

De varaan neemt vaak een zonnebad om de lichaamstemperatuur te verhogen en eenmaal opgewarmd is de hagedis zeer snel. De nijlvaraan kan over een kort traject een sprintende mens gemakkelijk voor blijven. De varaan zoekt vaak het water op om te ontsnappen maar kan ook snel in een boom klimmen als het dier zich te ver van het water bevindt.
Eenmaal in het water heeft de varaan weinig meer te vrezen van landroofdieren aangezien deze vaak niet in staat zijn om de varaan hier te achtervolgen. De nijlvaraan kan als het moet meer dan een uur onder water blijven.

### Voedsel
De nijlvaraan staat bekend als een gulzig dier en is een van belangrijkste toppredatoren van het Afrikaanse continent. De varaan is een carnivoor die hoofdzakelijk leeft van kleine levende prooien en daarnaast staan eieren van verschillende dieren op het menu. Prooidieren die worden buitgemaakt zijn kleine zoogdieren, insecten, vogels, kreeftachtigen, amfibieën en verschillende reptielen. Daarnaast wordt ook aas gegeten. De varaan is door zijn lenigheid en vermogen om te zwemmen in staat om zowel op de bodem, in bomen en ook in het water te foerageren. De varaan struint vaak de oevers af op zoek naar voedsel.
Het menu van de nijlvaraan verandert naarmate het dier ouder wordt. Jonge varanen hebben scherpe, naaldachtige tanden waarmee ze relatief zachte prooien als insecten en amfibieën eten. Oudere exemplaren krijgen stompere, plattere tanden waarmee hardere prooien gekraakt kunnen worden zoals kreeftachtigen en de harde pantsers van rivierschildpadden. Ook zeer harde dieren zoals tweekleppigen als oesters kunnen met de tanden en de krachtige kaken worden gebroken. Een van de prooien van de varaan zijn huisjesslakken uit het geslacht Achatina.
Daarnaast worden ook eieren van verschillende dieren opgespoord met de uitstekende reukzin, waarbij alle eieren worden gegeten en het gehele legsel verloren gaat. De nijlvaraan pakt het ei op in de bek waarna de kop omhoog wordt gericht voor het ei gebroken wordt. Hierdoor gaat de inhoud van het ei niet verloren. Een nest wordt meestal geheel vernietigd. De varaan eet voornamelijk eieren van vogels en krokodilachtigen, de nijlvaraan is de grootste bedreiging voor het legsel van de nijlkrokodil (Crocodylus niloticus). De nesten van de krokodillen worden bewaakt door de vrouwtjes die dan zeer agressief reageren als een dier het nest benadert. Als de moeder echter even niet oplet of het water in moet om af te koelen slaat de varaan toe. Er is zelfs waargenomen dat twee varanen samenwerken om bij het legsel te komen. Hierbij leidt het ene dier de krokodil af terwijl de andere varaan de eieren buitmaakt.
De varaan gebruikt zijn lange tong om voedsel op te sporen. Daarnaast wordt het gezichtsvermogen gebruikt, de varaan kan op zijn achterpoten staan om zo de omgeving te verkennen.

### Vijanden en verdediging

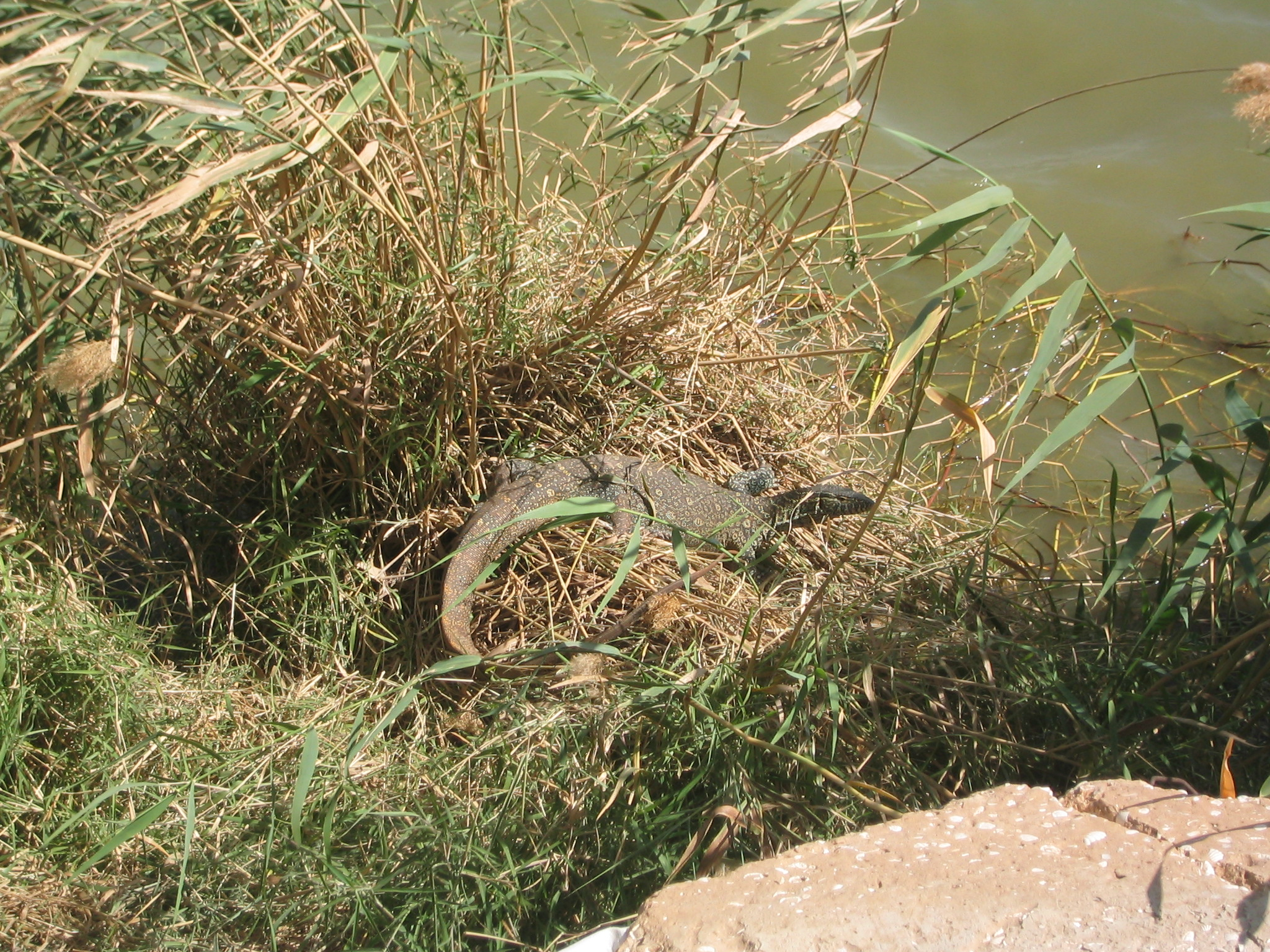
Varanen zonnen in de buurt van water om er bij verstoring in te vluchten.

Jonge nijlvaranen hebben veel meer vijanden dan de volwassen exemplaren omdat ze kleiner zijn en nog niet zo snel en krachtig als de volwassen exemplaren. Onder andere zoogdieren, roofvogels en grote slangen jagen op de nijlvaraan.
De nijlvaraan wordt door de lokale bevolking gevreesd en wordt gezien als een mensendoder. De varaan is echter lang niet zo gevaarlijk als grotere krokodillen, maar kan mensen wel verwonden als de varaan te dicht wordt benaderd. De varaan zal bij een confrontatie met een vijand proberen te vluchten in het water. De varaan heeft vaak ook een vast hol in de grond, een spleet tussen stenen of een oud termietennest als slaapplaats wat ook wordt gebruikt om in te vluchten. De nijlvaraan kan zich verdedigen door met de van scherpe nagels voorziene klauwen flink uit te halen en ook de krachtige beet kan beter vermeden worden. De staart wordt gebruikt als slagwapen door deze met grote kracht richting een vijand te bewegen.

### Voortplanting
De voortplantingstijd verschilt enigszins per locatie, in Senegal worden de eieren afgezet gedurende de maanden oktober tot december terwijl in Zanzibar in de maand juni zwangere vrouwtjes kunnen worden aangetroffen. In de voortplantingstijd bewaken de mannetjes een territorium. Als een ander mannetje dit territorium betreedt, vindt er vaak een gevecht plaats. De mannetjes zijn zeer fel en kunnen op de achterpoten staan om de opponent omver te duwen. Ook wordt getracht elkaar met de staart te slaan en tevens bijten de mannetjes elkaar. De dieren houden hier niet zelden verwondingen aan over.
De nijlvaraan is eierleggend en de vrouwtjes zetten per legsel tot maximaal 60 eieren af. De varaan ontwikkelt van alle hagedissen het grootste aantal eieren. De vrouwtjes begraven hun eieren in de bodem maar zetten ze bij voorkeur af in een termietennest. Het harde nest wordt met de krachtige klauwen opengebroken waarna de eieren diep in het nest worden gedeponeerd. De termieten repareren het nest vervolgens weer waardoor de eieren als het ware worden ingemetseld. Ze zijn hierdoor goed beschermd tegen vijanden en profiteren van de nestwarmte van het termietennest, de temperatuur is namelijk hoog en wordt door de termieten stabiel gehouden.
Na ongeveer 150 tot 200 dagen komen de eieren uit, waarna de jongen zich uitgraven. Het uit het ei kruipen kan een kwartier tot zeven uur in beslag nemen. Als de jonge varaan uit het ei kruipt is het dier ongeveer 30 centimeter lang inclusief staart en heeft een geboortegewicht van ongeveer 26 gram. Als ze door hun moeder als ei in termietennest zijn afgezet, moeten ze eerst door de keiharde wand geraken, waar ze niet sterk genoeg voor zijn. De jonge varanen moeten eerst wachten tot een regenbui zodat het termietennest zachter wordt en ze zich kunnen uitgraven. Ook is wel beschreven dat het moederdier later terugkeert en het nest openbreekt. Jonge varanen zijn meteen zelfstandig en gaan direct op zoek naar voedsel. Ze zijn na drie tot vier jaar volwassen waarna ze zich kunnen voortplanten.